# 올 더티 바스타드
올 더티 바스타드(Ol' Dirty Bastard, ODB, 본명: Russell Tyrone Jones, 1968년 11월 15일 ~ 2004년 11월 13일)는 미국의 래퍼로서 힙합 그룹 우 탱 클랜의 일원이였다.

## 우 탱 클랜 활동
그는 RZA에게 픽업되어 우 탱 클랜에 정식 멤버가 되었다. 그의 랩 스타일은 주로 성적인 것에 비유했으며, 짧지만 합축된 라이밍을 보여 주며, 그의 랩 스타일을 우 탱 클랜 내에서 활발히 보여 줬었다.

## 솔로 활동
그가 우 탱 클랜에서 실력을 입증하자 그는 그의 솔로 앨범을 제작하기 시작했다. 우 탱 클랜에서는 메소드 맨이 1994년 'Tical'을 발매하여 성공했었는데, ODB는 우 탱 클랜 내에서 두 번째로 솔로 앨범을 발매하는 것이었다. 1995년 3월 28일 그는 첫 앨범《Return to the 36 Chambers: The Dirty Version》을 발매했다. 프로듀서는 RZA였으며, 성공적인 앨범이었다. 같은 해 머라이어 캐리에 리믹스 싱글 앨범《Fantasy》에 랩 피처링을 했다. 그 후로 그는 우 탱 클랜에서의 앨범과 그의 솔로 앨범으로 많이 인지도를 높여갔고 인정받았다.

## 죽음
2004년 컴백 앨범을 작업하던 중 녹음실에서 가슴 통증을 호소하며 쓰러졌다. 응급 치료를 위해 급히 인근 병원 'Brooklyn's christian Culture Center'로 옮겨졌으나, 11월 13일 오전 5시 29분에 사망하였다. 그의 소속사 락커펠라 레코드는 그의 사망을 발표했다. 사인은 심장마비였다.

## 음반 목록
- Return To The 36 Chambers:The Dirty Version(1995)
- Nigga Please(1999)
- The Dirty Story:The Best Of ODB(2001)
- The Trials And Tribulations Of Russell Jones(2002)
- Free To Be Dirty! Live(2005)